# Trần Đĩnh
Trần Đĩnh tên thật là Trần Kim Đĩnh (9 tháng 5 năm 1930 - 12 tháng 5 năm 2022) là nhà báo của tờ Sự Thật từ những ngày đầu tiên, khi tờ báo của Hội nghiên cứu chủ nghĩa Mác này được thành lập với vai trò Tổng biên tập của Trường Chinh. Trần Đĩnh tự nhận mình là người viết hồi ký cho Hồ Chí Minh, ngoài ra còn viết hồi ký cho Nguyễn Đức Thuận, Phạm Hùng, Lê Văn Lương, Bùi Lâm.

## Tiểu sử
Ông xuất thân vào ngày 9 tháng 5 năm 1930 tại Hải Hưng.
Trần Đĩnh tham gia Việt Minh vào năm 1946 lúc mới 16 tuổi, gia nhập Đảng Cộng sản Việt Nam từ năm 1948. Tháng 12 năm 1945 do hoàn cảnh lịch sử, Đảng Cộng sản Đông Dương tuyên bố tự giải tán cùng với cơ quan ngôn luận của nó là tờ Cờ Giải Phóng, nhưng thực chất là rút vào hoạt động bí mật. Hội nghiên cứu Chủ nghĩa Mác ở Đông Dương ra đời và xuất bản tờ báo Sự Thật. Trong thời gian này Trần Đĩnh được điều về viết cho báo. Sau đó, ông được đưa qua học 5 năm tại Đại học Bắc Kinh, từ 1955 cho tới 1959.
Trần Đĩnh nhận mình là người chấp bút tiểu sử của Hồ Chí Minh và tự truyện của nhiều nhân vật như Phạm Hùng, Lê Văn Lương, Bùi Lâm.
Khi Đảng Cộng sản Việt Nam đưa vấn đề chọn lựa tư tưởng Mao để chống xét lại, tức là chống lại chủ trương sống chung hoà bình do Tổng bí thư Đảng Cộng sản Liên Xô lúc bấy giờ là Nikita Khrushchev đưa ra, theo Trần Đĩnh, ông đã ủng hộ lập trường của Khruschev và chống tư tưởng Mao, nên bị ghép vào tội "chống đảng". Mặc dù không bị bắt như anh ruột ông là Trần Châu, hay như những người khác như Hoàng Minh Chính, Vũ Thư Hiên, hoặc phải sống lưu vong như Nguyễn Minh Cần..., ông phải đi cải tạo lao động. Sau đó tuy ông được làm báo trở lại nhưng có nhiều hạn chế như:"
- 1) Không được ký tên Trần Đĩnh,
- 2) Chỉ viết về nông nghiệp, cụ thể là lúa, bèo, phân bón, lợn gà. Không được viết anh hùng, chiến sĩ thi đua và cấp ủy cao. Bởi lẽ không đủ tư cách tiếp cận các vị.
- 3) Không được gần thanh niên, "bởi lẽ sẽ đầu độc họ.""[3]

Sau khi đất nước thống nhất, năm 1976 Trần Đĩnh bị khai trừ khỏi Đảng Cộng sản Việt Nam.
Trần Đĩnh tuyên bố mình là một người yêu chuộng tự do dân chủ, ủng hộ những nhà bất đồng chính kiến với chính phủ tại Việt Nam như Thích Quảng Độ, Nguyễn Văn Lý, Nguyễn Đan Quế, Trần Độ, Dương Thu Hương, Hà Sĩ Phu...
Trần Đĩnh qua đời tại Thành phố Hồ Chí Minh vào 12 Tháng 5 năm 2022, hưởng thọ 92 tuổi. 

## Sáng tác
- Trong hồi ký Đèn cù (ấn hành hồi năm 2014 tại Mỹ bởi Người Việt Books), Trần Đĩnh tự nhận mình chấp bút hồi ký Bất khuất của Nguyễn Đức Thuận, viết năm 1965, kể chuyện Nguyễn Đức Thuận, một người tù Côn Đảo tranh đấu trong tù, được đưa từ Nam ra ngoài Bắc. Lê Đức Thọ, Tố Hữu, Hoàng Tùng chủ trương dùng câu chuyện Nguyễn Đức Thuận để tuyên truyền cho người dân miền Bắc ủng hộ cuộc đấu tranh vũ trang tại miền Nam.[5]. Vũ Thư Hiên trong hồi ký Đêm giữa ban ngày có đề cập đến Trần Đĩnh là người "ghi chép" cuốn hồi ký Bất khuất cho Nguyễn Đức Thuận[6].
- Đèn cù, thể loại hồi ký, xuất bản năm 2014 tại Mỹ (nhà xuất bản Người Việt books), viết về các nhân vật nổi tiếng thời chiến tranh Đông Dương như Hồ Chí Minh, Trường Chinh. Trường Chinh cũng là người thầy dạy ông viết báo.[5][7] Trần Đĩnh tuyên bố tác phẩm của mình đề cập nhiều chi tiết được cho là có tính 'thâm cung bí sử' về nội bộ Đảng Cộng sản, trong đó có nhiều thông tin liên quan các 'góc khuất' về nhân cách, đời tư của nhiều lãnh tụ, từ Hồ Chí Minh, tới Lê Duẩn, Trường Chinh, Lê Đức Thọ.[8]

## Dịch giả
Ngoài sáng tác, Trần Đĩnh còn là một dịch giả với những tác phẩm như Linh Sơn của Cao Hành Kiện, Ngầm của Murakami Haruki, bộ ba Thiên niên kỷ của Stieg Larsson...